# Hansi Niese
Johanna Jarno-Niese, bekannt als Hansi Niese (* 10. November 1875 in Wien; † 4. April 1934 ebenda) war eine österreichische Schauspielerin und Operettensängerin (Sopran). Die anfängliche Autodidaktin wurde eine der beliebtesten Schauspielerinnen der Monarchie.

Aufnahme von Wilhelm Willinger um 1930

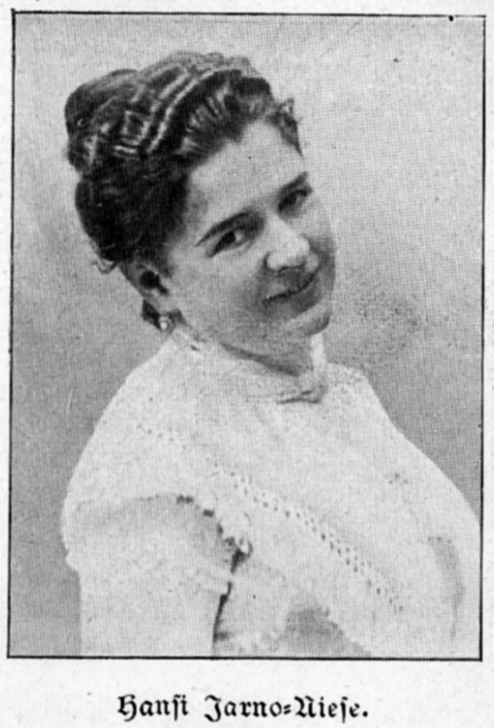
Hansi Niese um 1900

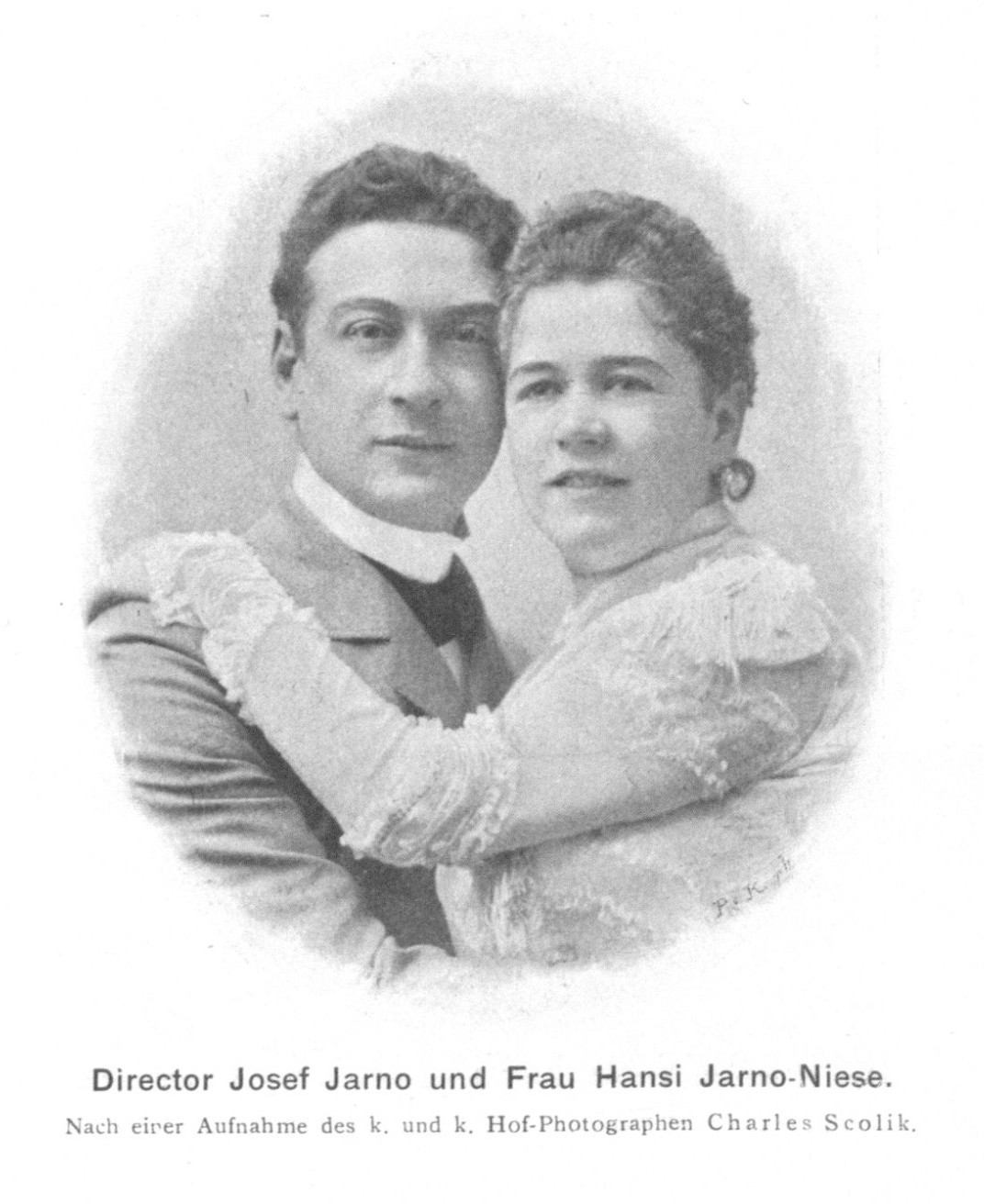
Mit Josef Jarno

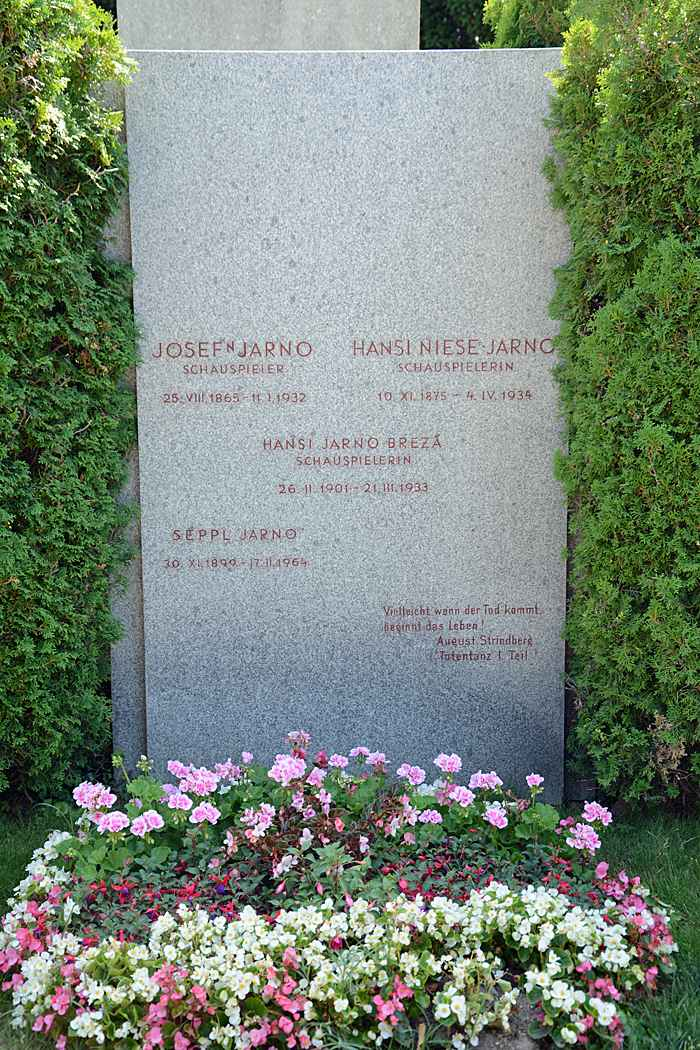
Grab der Familie

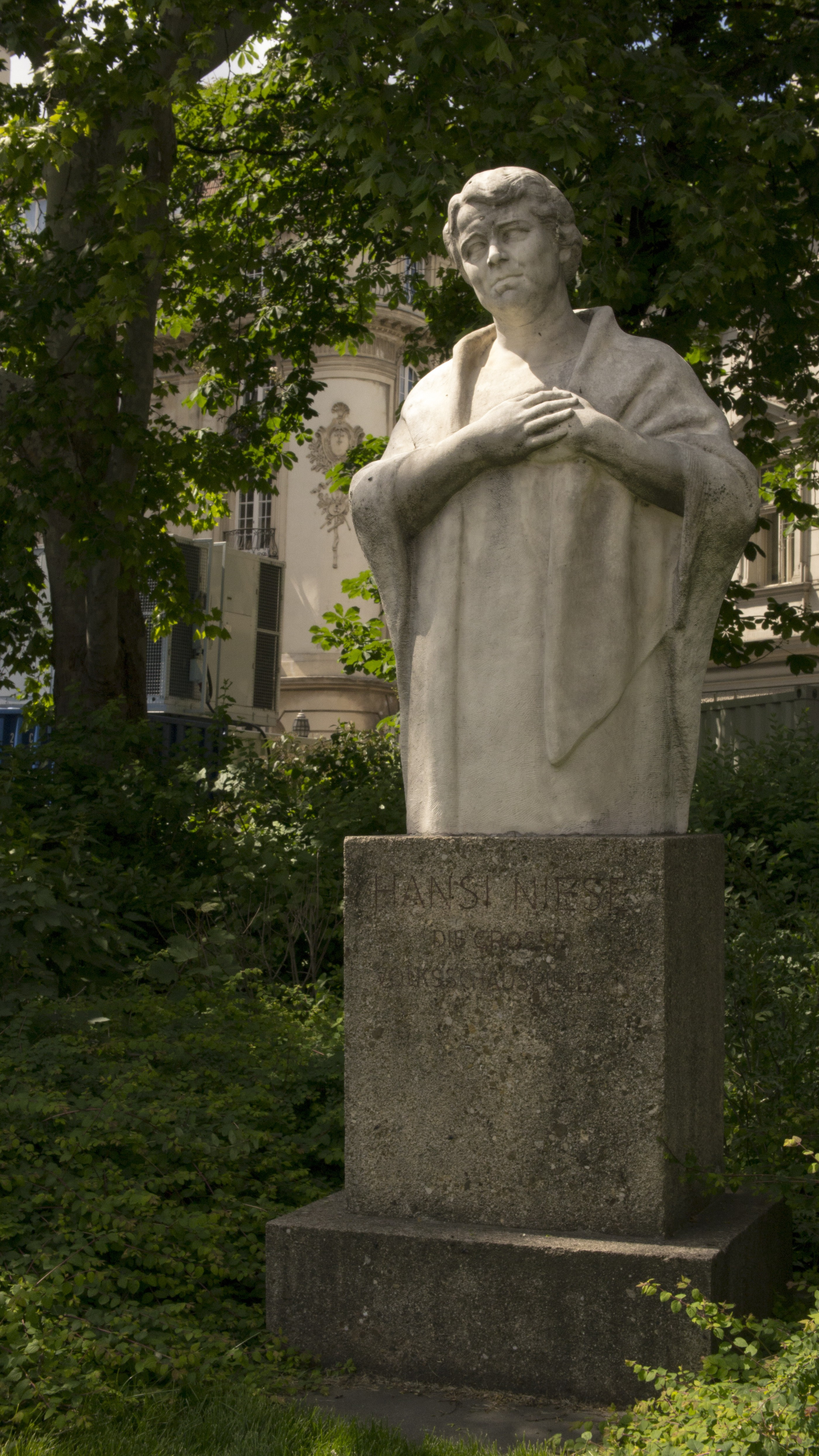
Josef Müllner: Denkmal neben dem Volkstheater, enthüllt 1952

## Leben
Marie Johanna war die Tochter des deutschen Papierfabrikanten August Niese († 31. Juli 1913 in St. Andrä-Wördern). Als Hansi fünf Jahre alt war, zog die Familie nach Speising (seit 1892 Teil des 13. Wiener Gemeindebezirks) in das Haus Speisinger Straße 28, in dem die Nieses bis 1892 wohnten (Gedenktafel).
Hansi Niese debütierte 1891 mit 16 Jahren im südmährischen Znaim am dortigen Stadttheater. Ihre Erfolgsserie in Wien begann 1893 am Raimundtheater, wo sie in der Folge sechs Jahre lang in der Rolle der Soubrette auftrat. Im Jahr 1899 wechselte sie an das Theater in der Josefstadt; wenig später heiratete sie dessen Direktor Josef Jarno, mit dem sie zwei Kinder hatte, Josef (10. November 1899 – 17. Februar 1964) und Hansi (verh. Breza, 26. Februar 1901 – 21. März 1933).
Nicht nur an den Wiener Bühnen, sondern auch auf Tourneen nach Berlin spielte Niese in zahlreichen Stücken, unter anderem von Ludwig Anzengruber, Gerhart Hauptmann, Ferenc Molnár, Johann Nestroy, Ferdinand Raimund und Arthur Schnitzler. Sie trat auch in verschiedenen Possen und in Operetten auf (etwa 1907 als Försterchristl in der gleichnamigen Operette ihres Schwagers Georg Jarno) und häufig als Partnerin von Alexander Girardi. Insbesondere in den letzten Jahren ihres Lebens spielte sie in mehreren Filmen mit.
Hansi Niese starb auf dem Transport ins Sanatorium Löw in Wien. Auf dem Wiener Zentralfriedhof wurde die Volksschauspielerin in dem Ehrengrab (Gruppe 14 C, Nummer 4) beigesetzt, in dem zwei Jahre vorher ihr Ehemann Josef Jarno bestattet worden war. Im Jahr 1935 wurde in Wien im 19. Bezirk, Döbling, die Hansi-Niese-Gasse und 1955 im 13. Bezirk, Hietzing, unweit ihres Kindheitsdomizils der Hansi-Niese-Weg nach ihr benannt. 1952 wurde neben dem Wiener Volkstheater das bereits 1938 von Josef Müllner gestaltete Hansi-Niese-Denkmal enthüllt.

## Filmografie
- 1913: Johann Strauß an der schönen blauen Donau
- 1914: Frau Gertrud Namenlos
- 1926: Der Feldherrnhügel
- 1931: Die Blumenfrau von Lindenau (nach der Komödie Sturm im Wasserglas von Bruno Frank)
- 1931: Purpur und Waschblau
- 1931: Die große Liebe
- 1932: Ein süßes Geheimnis
- 1932: Frau Lehmanns Töchter
- 1932: Husarenliebe
- 1933: Mein Liebster ist ein Jägersmann (Unser Kaiser)
- 1933: Hochzeit am Wolfgangsee
- 1933: Kaiserwalzer
- 1934: Der Polizeibericht meldet
- 1934: Die Töchter ihrer Exzellenz
- 1934: Die große Chance[5]